# Siedlung Jägerspfad
Die Siedlung Jägerspfad ist ein Ortsteil von Eschweiler in der Städteregion Aachen – aufgeteilt zwischen dem Stadtteil Pumpe-Stich mit der Pfarre St. Barbara und dem Stadtteil Röthgen mit der Pfarre St. Marien. Die Siedlung liegt am nördlichen Hang des Eschweiler Stadtwaldes.

## Siedlungsgeschichte

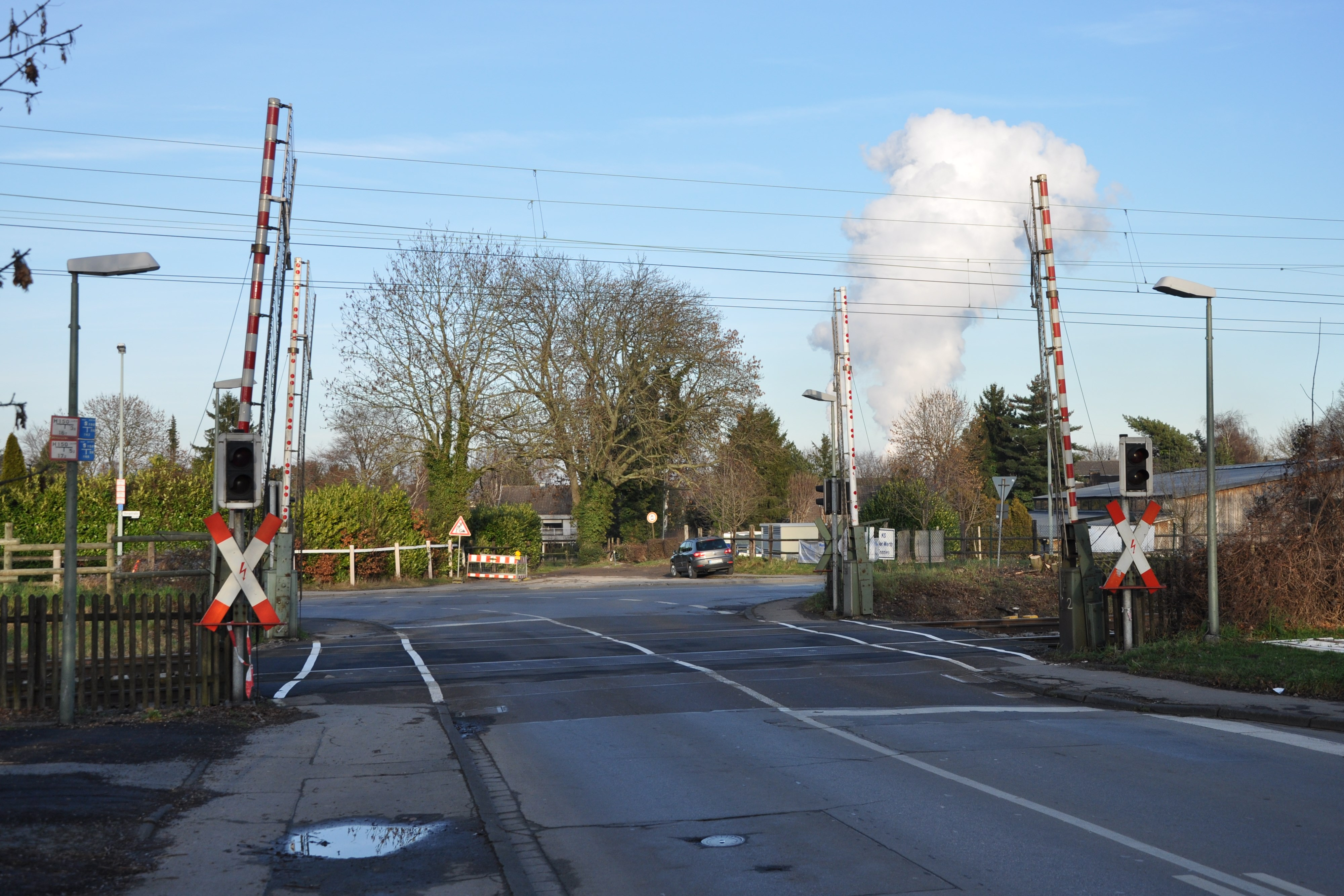
Bahnübergang Jägerspfad (2014)

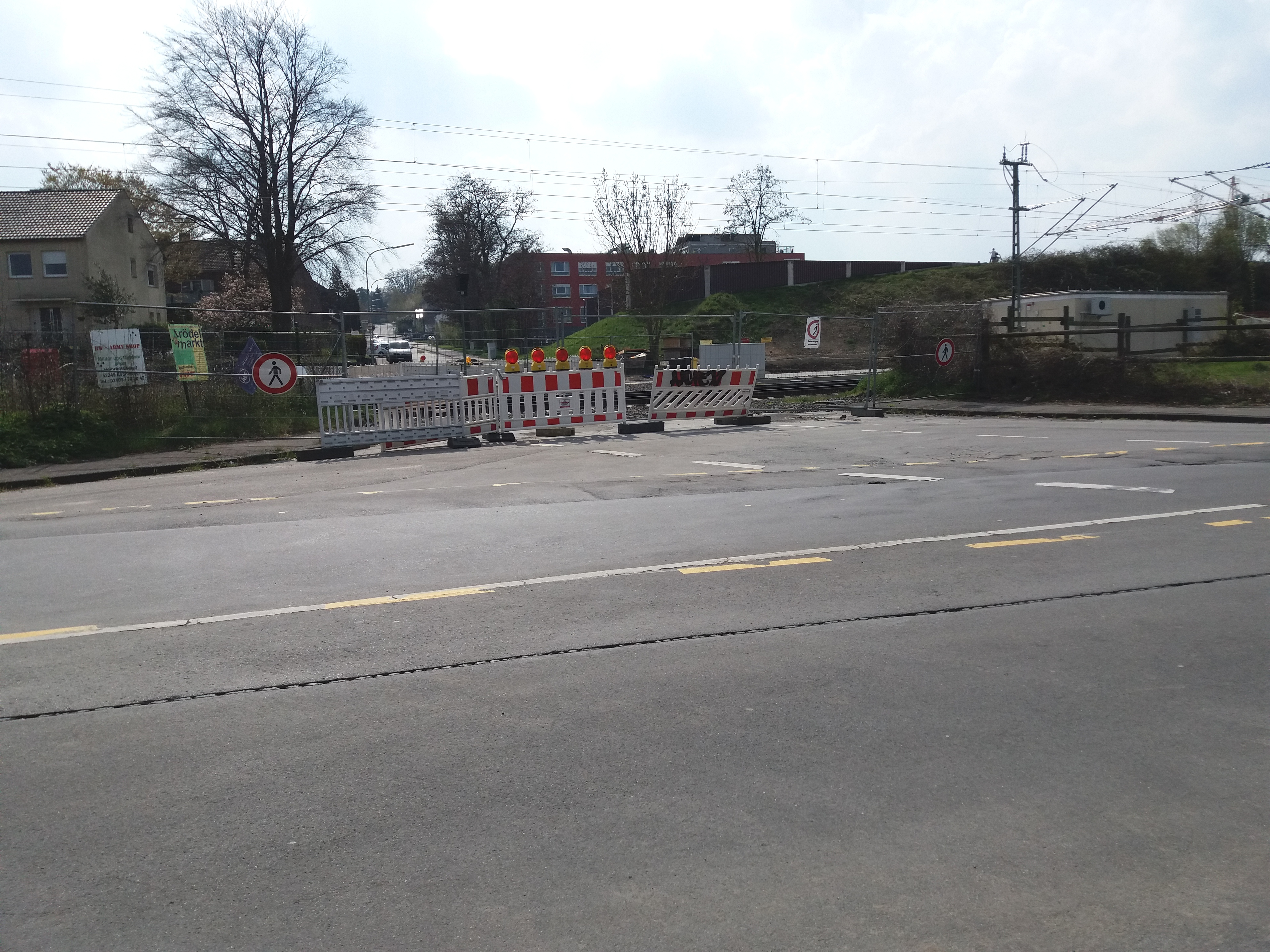
Geschlossener Bahnübergang Jägerspfad seit April 2020

Hauptstraße und Namensgeber ist der „Jägerspfad“. Ursprünglich war er ein Waldweg von Oberröthgen nach Pumpe-Stich sowie ein Pfad für Jäger. Die am Anfang des Pfades noch nach dem Zweiten Weltkrieg vorhandene offene Quelle war lange Zeit die einzige Wasserversorgung für die dortige Bevölkerung. Der „Jägerspfad“ weist eine Steigung von 5 bis 7 % auf. Er wurde 1996 noch weiter ausgebaut, da er neben dem „Sticherberg“ die Hauptverbindung zwischen den südlichen Eschweiler Vororten und der Innenstadt ist. Wo er auf die „Burgstraße“ in Röthgen nahe der Burg Röthgen trifft, befand sich der letzte verbliebene Bahnübergang der Schnellfahrstrecke Köln–Aachen. Dieser wurde im April 2020 geschlossen.
Die Siedlung teilt sich, obwohl sie durchgängig bebaut ist, wieder in drei deutlich voneinander zu trennende Teile auf:

## Im Hag
Die alte Flurbezeichnung wurde für dieses Baugebiet erhalten. 1956 war Baubeginn. Dieses Viertel mit Einfamilienhäusern und Villen ist durch den dichten Baumbewuchs charakterisiert. Nur die für das Hausbau absolut notwendigen Bäume zu fällen, war Auflage. Im Volksmund wird das Gebiet „Hypothekenviertel“ oder „Hypothekenwäldchen“ genannt, da viele Bauherren neben dem billigen Grundstückspreis von 50 Pfennig pro Quadratmeter für das Haus selbst eine Hypothek aufnehmen mussten. „Im Hag“ gehört zu Pumpe-Stich und zur Pfarrgemeinde „Heilig Geist“, die 2010 aus fünf ehemaligen Pfarreien im südlichen Stadtgebiet von Eschweiler gebildet wurde. Das Viertel liegt westlich vom „Jägerspfad“ und östlich der von 1899 bis 1900 erbauten „Colonie Wilhelmine zu Stich“, deren typische Bergmannshäuser unter Denkmalschutz stehen.

## Ringofengelände
Nordöstlich von „Im Hag“ und nordwestlich des „Jägerspfads“ liegt das so genannte „Ringofengelände“, welches seit Ende der 1990er Jahre bebaut wird. Der Name erinnert an die ehemalige Ziegeleianlage mit Hoffmannschem Ringofen, welche 1898 von J. H. Faensen gegründet wurde, bis zu 100 Personen beschäftigte und bis 1967 produzierte. 1981 wurde die Anlage abgerissen. Sie umfasste einen Feldbrandofen, zwei Ringöfen, ein Sägewerk sowie einen Holz- und Baustoffhandel. Der Abbau von Ton fand auf dem südwestlichen Hanggelände am Rande des Stadtwalds statt.

## Hermann-Löns-Anger

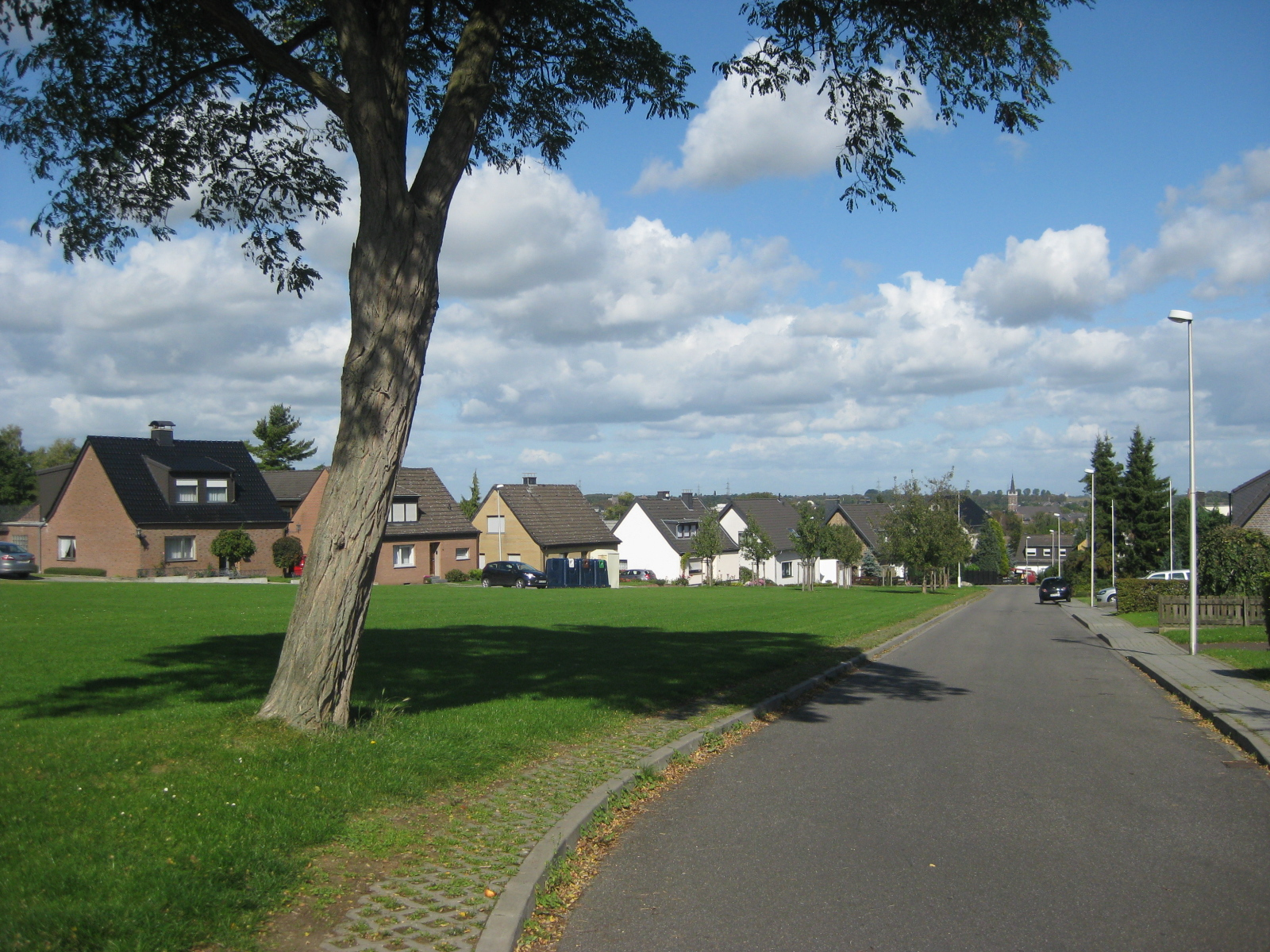
Hermann-Löns-Anger mit Blick auf Stadtmitte

Östlich des „Jägerspfads“ erstreckt sich die Siedlung um den 1959 nach dem deutschen Lyriker Hermann Löns benannten Anger. 1937 bis 1939 wurde hier Wald gerodet und von der Dehag ein Baugebiet für rund 100 Siedlerstellen der Deutschen Arbeitsfront DAF geschaffen. Der ursprüngliche Name des Angers in der Mitte dieser Ley-Siedlung war 1939 „Angerstraße“. Die Straßennamen erinnern hier an den Waldbewuchs und den Eschweiler Bergbau sowie dessen Persönlichkeiten: Am Grünen Winkel, Am Hang, Am Kitzberg und Buschweg einerseits, Am Heinrichsschacht, Am Pütt (Pütt = Bergwerk, Grube), Heinrichsweg, Kunstschacht und Matthiasweg andererseits. Die untere Hälfte der Siedlung gehört zu Oberröthgen, die obere zum Stich im Stadtteil Pumpe-Stich.

## Verkehr
Die nächste Anschlussstelle ist „Eschweiler-West“ auf der A 4. Der nächste Bahnhof ist „Eschweiler Hbf“ an der Strecke Köln – Düren – Aachen. Die drei Haltestellen „Am Hang“, „Stich Siedlung“ und „Oberdorf“ verbindet eine AVV-Buslinie mit Eschweiler Bushof, Röthgen, Stich, Pumpe, Siedlung Waldschule und Stolberg. Während die Haltestelle „Oberdorf“ in Oberröthgen und der Tarifzone „Eschweiler-Mitte“ liegt, liegen die anderen beiden Haltestellen in Pumpe-Stich und der Tarifzone „Eschweiler-Umland“.